# Audi 80

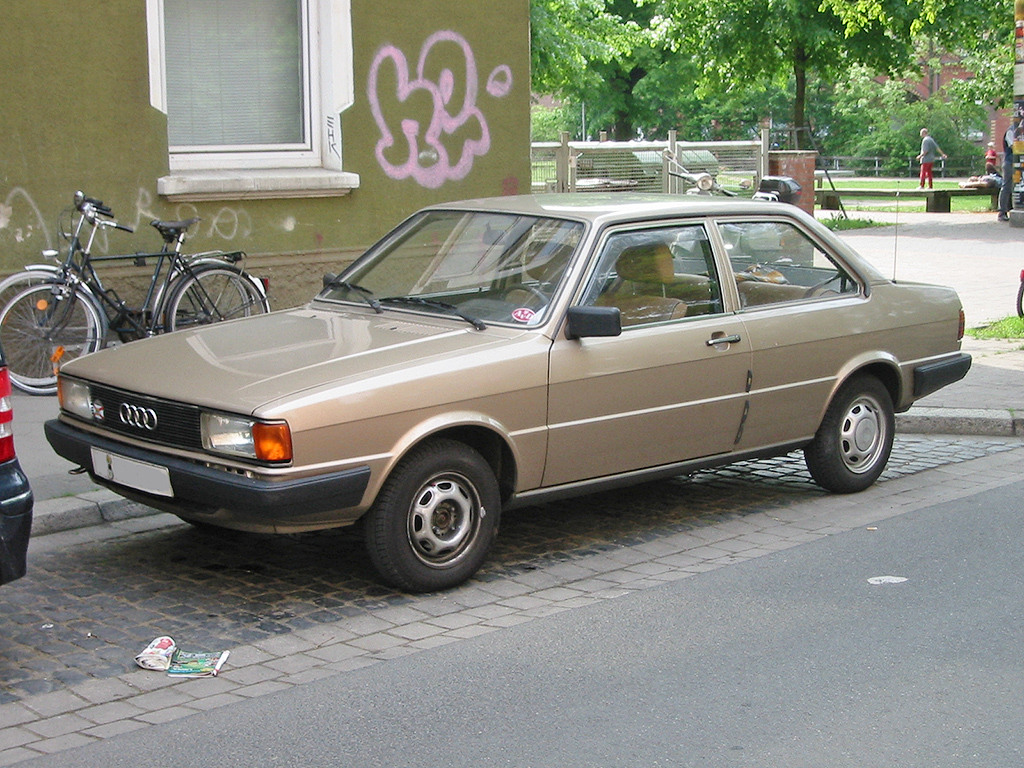
Audi 80 B2 tvådörrars

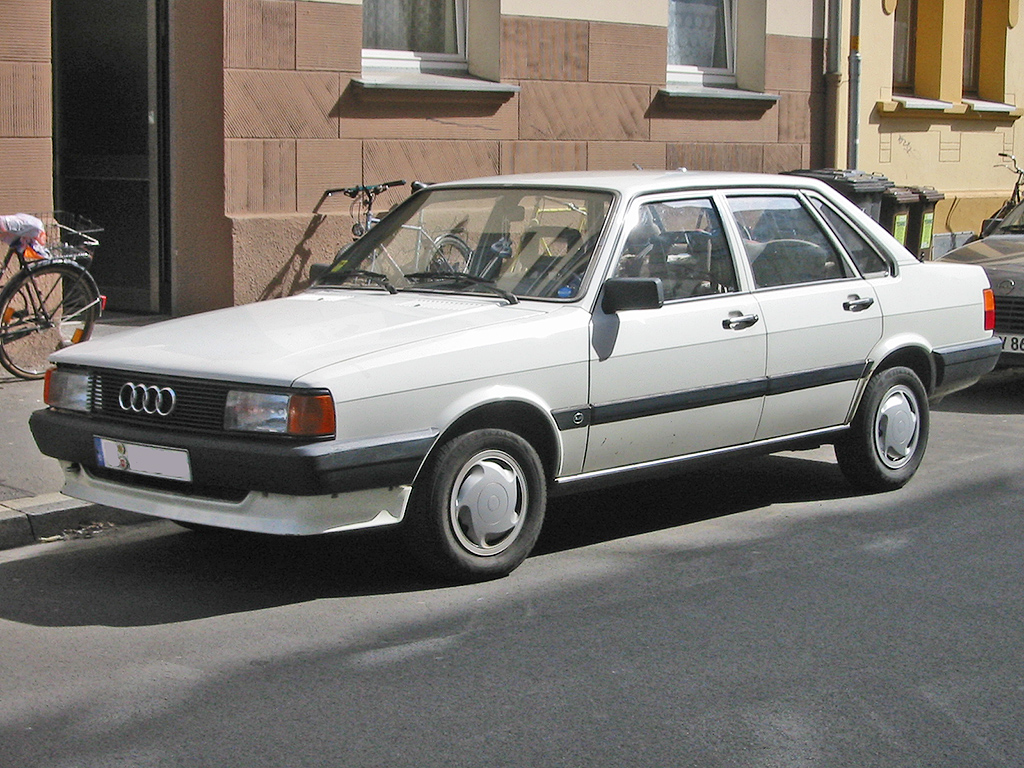
Audi 80 B2 fyrdörrars

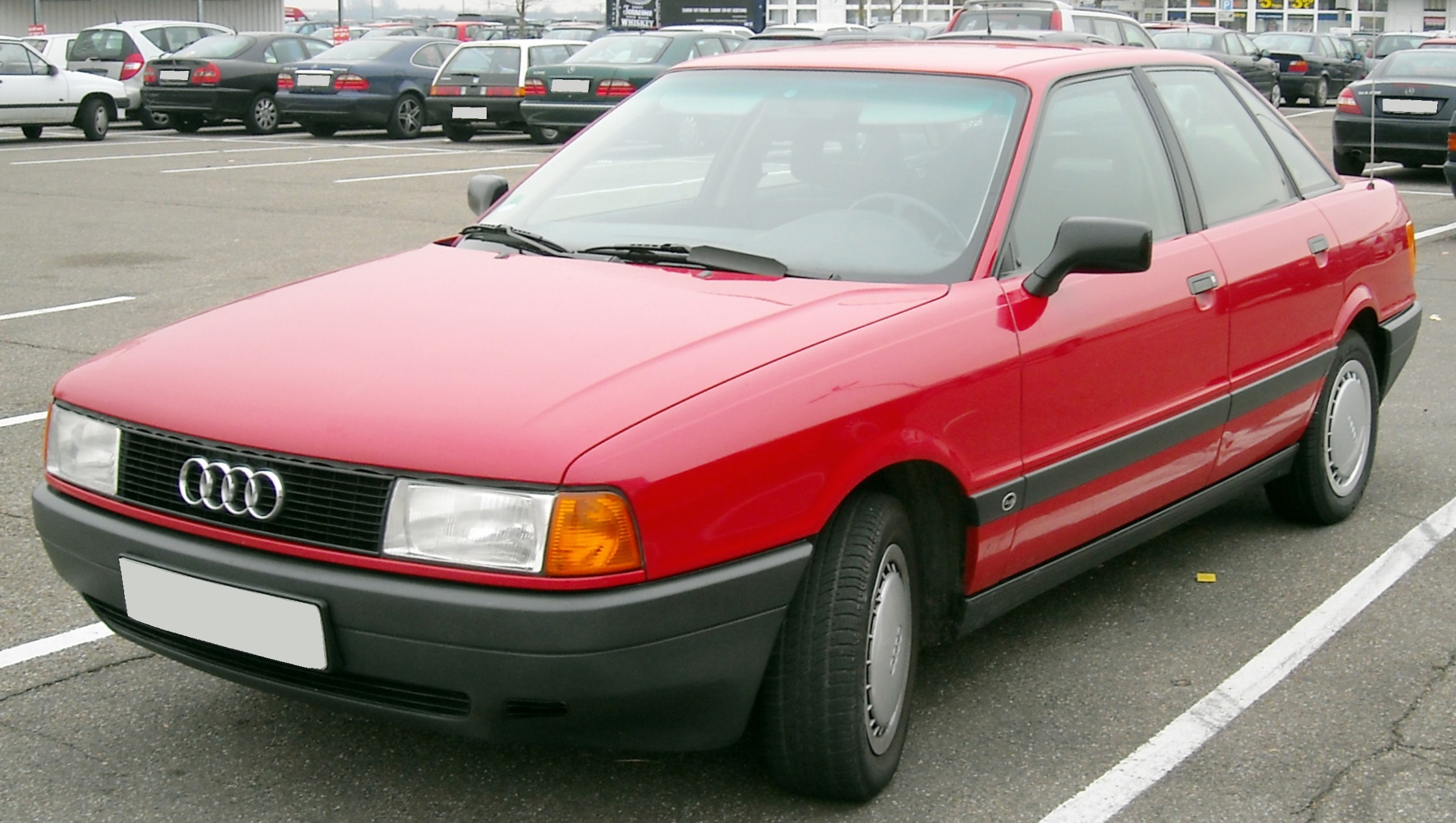
Audi 80 B3

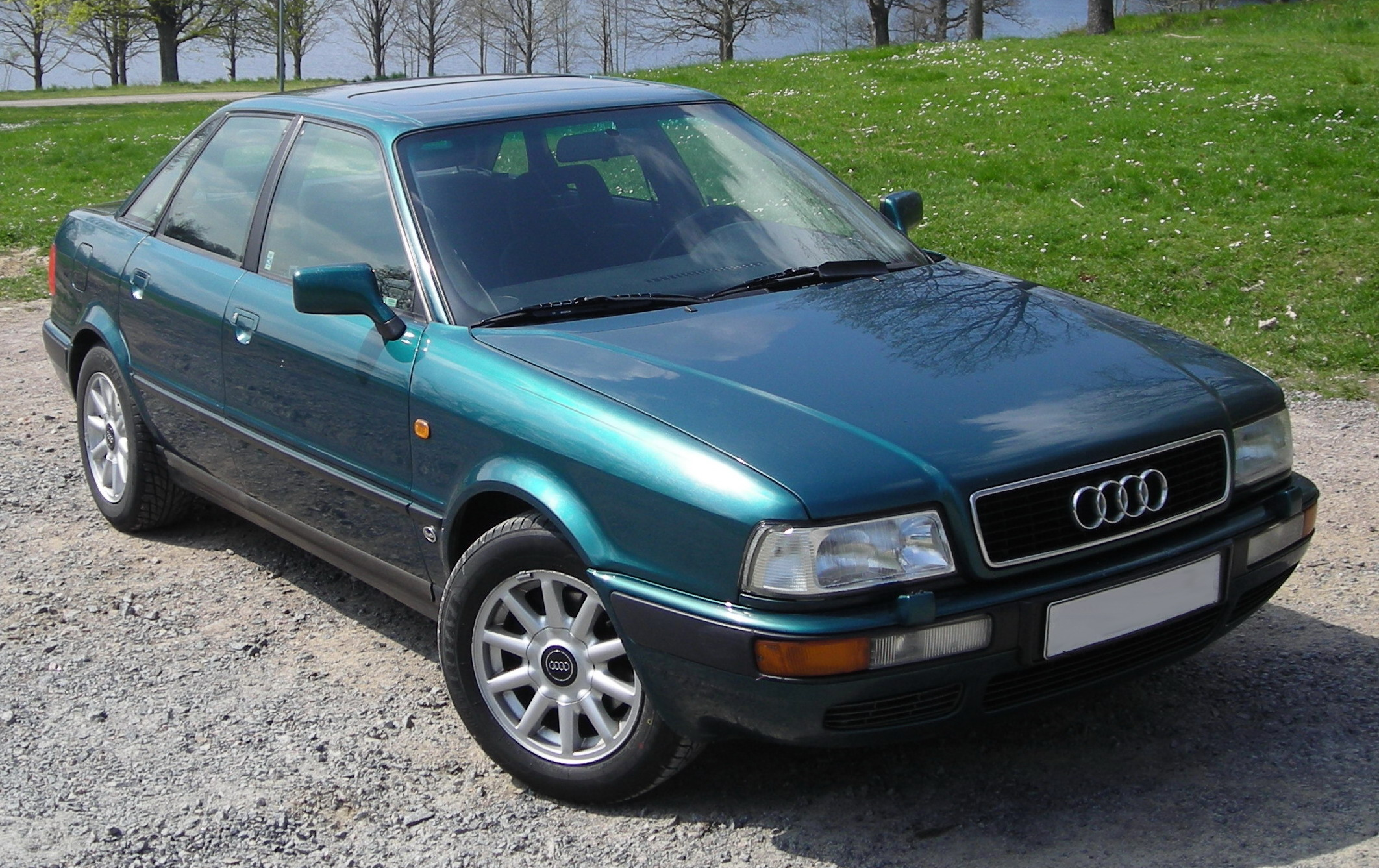
Audi 80 B4

Audi 80 var en bilmodell tillverkad av Audi mellan åren 1972 och 1995 (årsmodell 1972-95). Den utsågs till årets bil 1973. Efterföljaren är Audi A4. Audi 80 efterträdde Audi F103. Kombiversionen kallades Avant.
Bilen tillverkades i fyra generationer.
- Audi 80 B1 1972-1978
- Audi 80 B2 1979-1986
- Audi 80 B3 1987-1991
- Audi 80 B4 1992-1995

## B1
Första generationen av Audi 80 (1972-78) har många delar gemensamma med VW Passat av samma årsmodeller (den senare finns dock först från och med 1974 års modell). Frontpartiet och kupéutrymmet är likadant, liksom de mekaniska delarna. Dock har Audi 80 sedankaross med konventionellt bagageutrymme, medan VW Passat enbart finns som kombi eller fastback (den senare både med en liten bagagelucka som inte går upp till taket, vilket tekniskt sett gör den till en sedan, och som en riktig halvkombi med stor baklucka). Några mindre skillnader finns också i detaljutförandet, till exempel har Audi kylargrill i plåt, medan VW har en i plast.
Liksom många andra Audi-modeller är bilen framhjulsdriven med längsplacerad motor framför framhjulen. Motorn är lutad åt höger i motorrummet, medan kylaren är placerad åt vänster. 
Inför 1977 års modell förändrades bilens utseende genom att den bland annat fick fyrkantiga strålkastare.
Den byggdes för att få låg vikt och bränsleförbrukning, med följd att plåten är mycket tunn. Det finns därför inte många exemplar kvar i körbart skick.
En klassisk modell var Audi 80 GT, som hade en 100 hk motor med tvåstegsförgasare och var en föregångare till GTI-bilarna.

### Modellversioner
1972-75:

Audi 80 L, 1,3 l motor med 55 hk (användes bl.a. som polisbil i Västtyskland)
 
Audi 80 LS, 1,5 - 1,6 l motor med 75-85 hk

Audi 80 GL (lyxigare version av LS)

Audi 80 GT, 1,6 l motor med 100 hk

1976-78:

Audi 80 GLS, 1,6 l motor med 85 hk

Audi 80 GTE, 1,6 l motor med 110 hk (bränsleinsprutning)
Audi 80 Avant 

## B2
Även den andra generationen av Audi 80 (1979-86) hade mycket gemensamt med motsvarande årsmodeller av VW Passat, men utseendet skildes mer åt än tidigare. B2-modellen var den första familjebilen från Audi som kunde beställas med fyrhjulsdrift (Quattro). Motorerna som fanns i utbudet var 4-cylindriga eller 5-cylindriga bensinmotorer och nu även med 4-cylindrig dieselmotor. Vissa av de 5-cylindriga bilarna kallades Audi 90. I USA användes namnet Audi 4000.
Den klassiska rallybilen Audi Quattro byggdes på samma plattform (B2) och det gjorde även coupémodellen Audi Coupé som delade grundkaross med Quattro.
1985 års modell fick en ordentlig ansiktslyftning, och hade mer rundade former som liknade den dåvarande Audi 100.

## B3/Typ 89
1987 introducerades en helt ny Audi 80, som inte längre delade grundkonstruktionen med VW Passat. Den nya plattformen kallades internt Typ 89 (8A fr.o.m 1990), men beteckningen B3 används allmänt för den här generationen (1987-1991). En stor förbättring var den galvaniserade karossen, som gjorde att man kunde få 12 års rostskyddsgaranti från tillverkaren. De femcylindriga versionerna kallades Audi 90 och hade vissa särskiljande drag utvändigt. 
Förutom 4-dörrars sedan fanns också en 2-dörrars sportcoupé. 
Ett säkerhetssystem som kallades procon-ten introducerades i B3-modellen och blev standard fr.o.m. 1991 års modell. Det var ett mekaniskt system som fyllde en liknande funktion som airbag och bältessträckare. En kraftig stålwire som var fäst i bakre delen av motorn spändes vid en kollision och drog in ratten i instrumentbrädan, samtidigt som säkerhetsbältena i framsätet drogs åt. Systemet fungerar bara på bilar med längsplacerad motor som sitter långt fram i motorrummet.